# Przesłuchanie (film)
Przesłuchanie – polski dramat polityczny z 1982 w reżyserii i według scenariusza Ryszarda Bugajskiego. Akcja filmu toczy się w okresie stalinizmu w Polsce. Bohaterka filmu, grana przez Krystynę Jandę piosenkarka Antonina Dziwisz, bez konkretnego powodu zostaje aresztowana przez funkcjonariuszy Urzędu Bezpieczeństwa (UB) i osadzona w więzieniu tylko po to, by jej zeznaniami można było obciążyć jej znajomego. Tortury, jakimi ją poddaje major „Kąpielowy” (Janusz Gajos), tylko wzmagają w niej przekorę i opór wobec śledczych.
Przesłuchanie, wyprodukowane przez Zespół Filmowy „X” pod kierownictwem Andrzeja Wajdy, przyczyniło się do rozwiązania tego zespołu. Film otrzymał zakaz rozpowszechniania, który uchylony został dopiero w 1989, po transformacji systemowej. Wcześniej film krążył w obiegu podziemnym dzięki zabiegom Bugajskiego, który nagrał swoje dzieło w formacie VHS do odtwarzania na kasetach wideo, za co został zmuszony do wyemigrowania do Kanady.
Film był nagradzany w latach 1989–1990 na Festiwalu Polskich Filmów Fabularnych w Gdyni: podczas 14. edycji w 1989 otrzymał nagrodę dziennikarzy i publiczności, a rok później – nagrodę specjalną jury oraz nagrody aktorskie dla Krystyny Jandy, Janusza Gajosa i Anny Romantowskiej. W 1990 Krystyna Janda otrzymała nagrodę dla najlepszej aktorki na 43. MFF w Cannes.

## Fabuła
Akcja filmu toczy się w pierwszej połowie lat 50. XX wieku. Antonina Dziwisz, młoda piosenkarka i szczęśliwa żona, jeździ po kraju wraz z zespołem, aby występować przed robotniczo-chłopską publicznością. Podczas jednego z koncertów, pokłóciwszy się z mężem Konstantym, w towarzystwie dwóch tajemniczych osobników upija się aż do utraty przytomności. Budzi się w więzieniu. Przesłuchuje ją major „Kąpielowy”, który szczegółowo bada jej życie erotyczne i oskarża ją o nielegalny handel walutą. Tonia z przekory odmawia podpisania protokołu, w wyniku czego śledztwo zostaje oddane porucznikowi Tadeuszowi Morawskiemu .
Antonina dzieli jedną celę z Mirą Szajnert, chłopką Honoratą oraz fanatyczną komunistką Witkowską. Wraz z kolejnymi przesłuchaniami oprawcy próbują na Antoninie wymusić, by dziewczyna złożyła zeznania obciążające majora Olchę, którego oskarża się o zdradę ojczyzny. Witkowska, wciąż wierząc w nieomylność władzy ludowej, usiłuje namówić Tonię, by ta dobrowolnie się przyznała. Mimo że Antonina zostaje poddana torturom fizycznym i psychicznym (na przykład umieszczona w karcerze zalanym po sufit wodą, poddana symulowanemu rozstrzelaniu), wciąż wykazuje wolę walki. Mira Szajnert zeznaje jednak pod groźbą śmierci, że Tonia współpracowała z obcym wywiadem. Oficerowie bezpieki pokazują Konstantemu protokół, w którym jego żona przyznała się do wielu zdrad małżeńskich .
Gdy po rozmowie z mężem Antonina dowiaduje się, że Konstanty chce rozwodu, w desperacji podgryza sobie żyły. Po nieudanej próbie samobójczej zostaje umieszczona w szpitalu więziennym. Tam odwiedza ją Morawski, który składa życzenia z okazji Świąt Bożego Narodzenia. Dochodzi wówczas między nimi do zbliżenia. Tonia po pewnym czasie wyznaje Morawskiemu, że jest z nim w ciąży, i obiecuje, że nie wyjawi nikomu, kto jest ojcem dziecka. Morawski przynosi później wiadomość o rozstrzelaniu Olchy. Tonia rodzi córeczkę, którą jednak władze więzienne zabierają matce. Gdy umiera Józef Stalin, Morawski zawiadamia Tonię, że ta wyjdzie na wolność. Gdy Tonia wychodzi z pokoju, śledczy popełnia samobójstwo. Zmarniała Antonina wychodzi z więzienia, odbiera córkę z sierocińca i wraca do domu .

## Obsada
Źródło: Filmpolski.pl

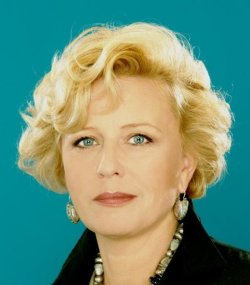
Krystyna Janda, odtwórczyni roli Antoniny

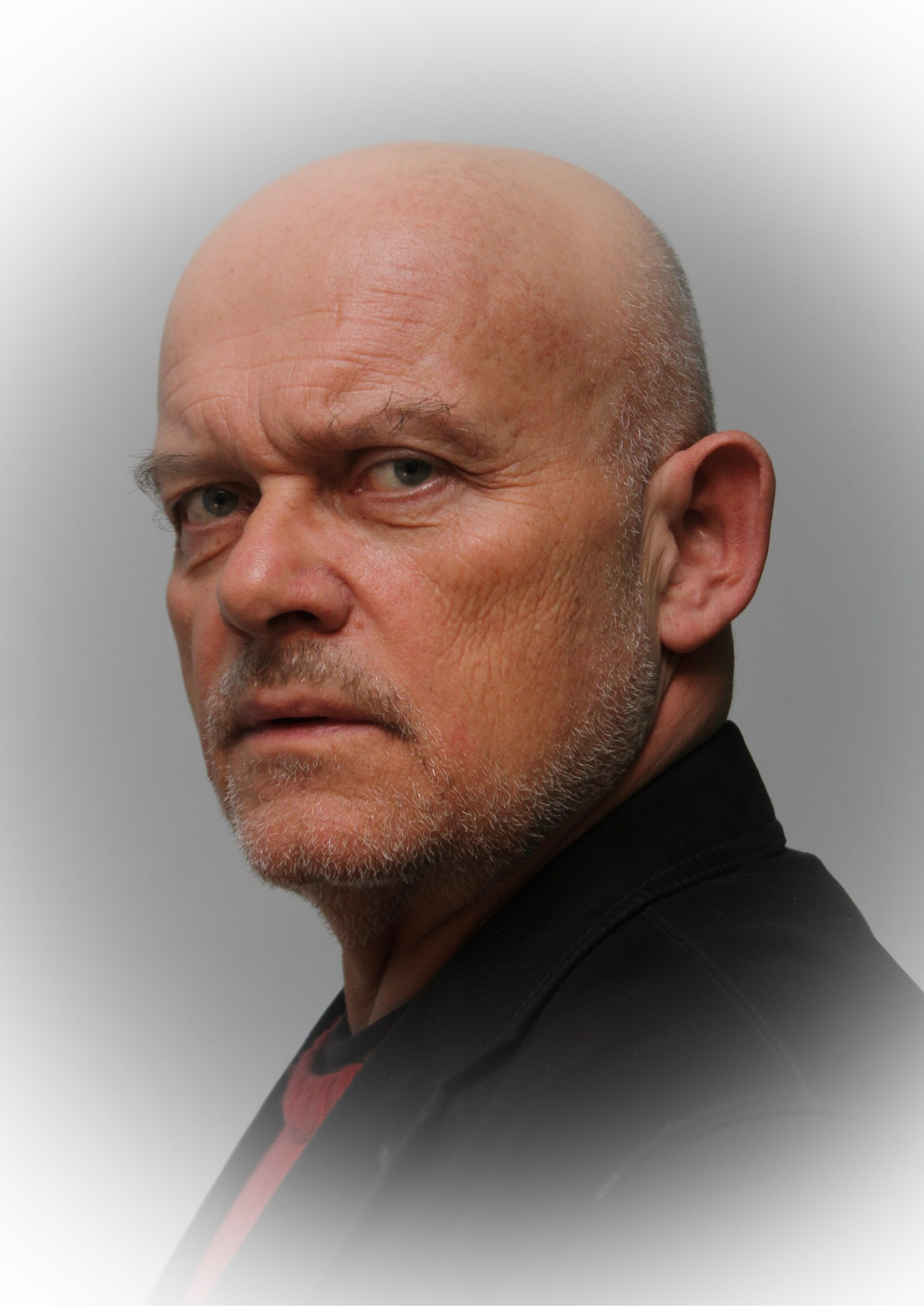
Adam Ferency, odtwórca roli Tadeusza Morawskiego (2012)

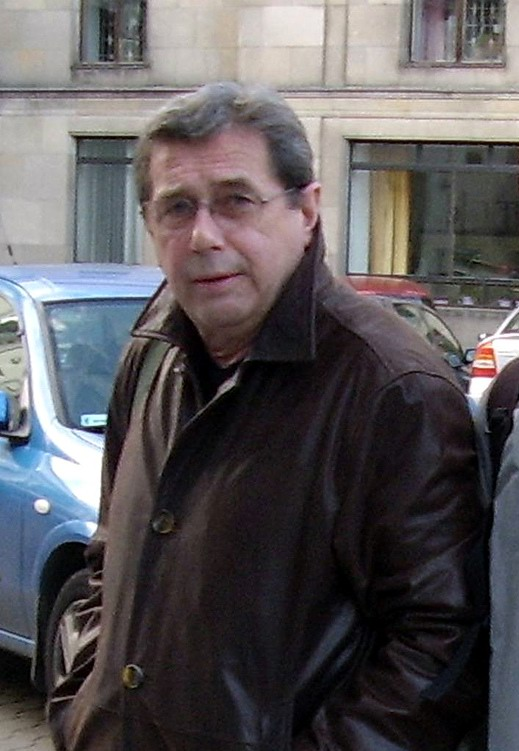
Janusz Gajos, odtwórca roli „Kąpielowego” (2007)

- Krystyna Janda – Antonina „Tonia” Dziwisz
- Adam Ferency – Tadeusz Morawski
- Janusz Gajos – major
- Agnieszka Holland – Witkowska
- Anna Romantowska – Mira Szajnert
- Bożena Dykiel – chłopka Honorata
- Olgierd Łukaszewicz – mąż Antoniny
- Jan Jurewicz – strażnik w więzieniu
- Tomasz Lengren – major Olcha
- Kazimierz Meres – oficer na imieninach
- Arkadiusz Bazak – oficer na imieninach
- Tomasz Dedek – ubek Czesiek
- Jacek Borkowski – strażnik wykonujący wyrok śmierci
- Jarosław Kopaczewski – ubek aresztujący Antoninę
- Daria Trafankowska – więzienna pielęgniarka
- Antonina Girycz – więźniarka, „starsza” celi

## Produkcja

### Scenariusz, dobór obsady, zdjęcia

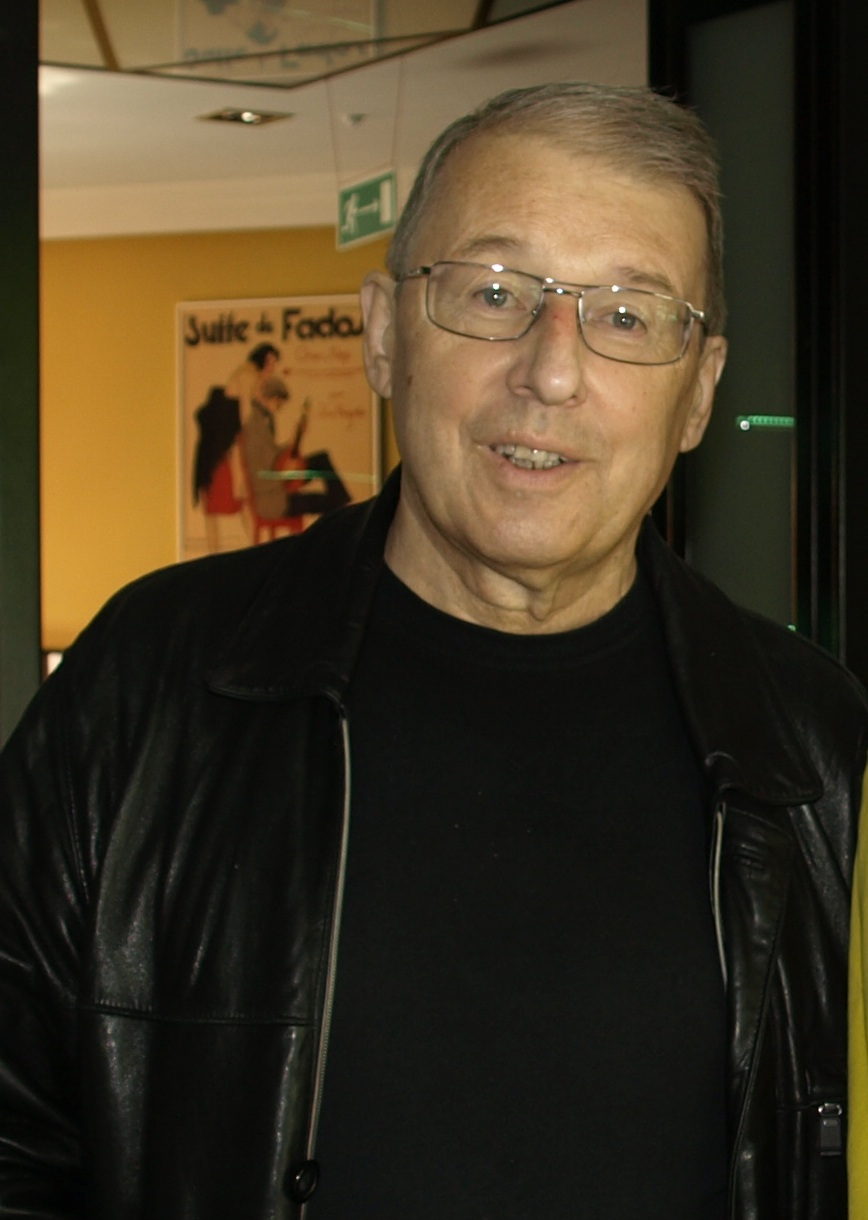
Ryszard Bugajski, reżyser filmu

Przesłuchanie zostało wyprodukowane przez Zespół Filmowy „X”, którego dyrektorem artystycznym był Andrzej Wajda. Tym filmem Ryszard Bugajski debiutował jako reżyser filmu pełnometrażowego; napisany przezeń scenariusz (oparty na losach Toni Lechtman i Wandy Podgórskiej)  zespół ocenił jako „szalenie ostry”, jak twierdziła Agnieszka Holland. Zdjęcia do filmu wykonał Jacek Petrycki, za scenografię zaś odpowiadał Janusz Sosnowski. Kostiumy dla bohaterów zaprojektowała Jolanta Jackowska, a film zmontowała Katarzyna Maciejko-Kowalczyk.
Krystyna Janda otrzymała rolę w Przesłuchaniu w zastępstwie Joanny Szczepkowskiej, która nie mogła wystąpić w scenie rozbieranej, gdyż kilka miesięcy wcześniej urodziła dziecko. Janda musiała całkowicie poświęcić się roli, co opisywała w następujący sposób: „Nic w Przesłuchaniu nie jest udawane. Kiedy rzucają mnie na podłogę celi – nikt mnie nie oszczędza, kiedy dostaję w twarz – biją naprawdę”. Aktorka odgrywająca główną rolę, wiedząc, iż film jest przeznaczony dla ludzi młodych, starała się nadać cechy im bliskie. Jakkolwiek byłe więźniarki Rakowieckiej, które konsultowały z Bugajskim aranżację poszczególnych scen, oceniały zachowanie bohaterki Jandy za zbyt odważne jak na faktyczne realia, aktorka komentowała to następująco: „[...] czułam, że tego pragnęliby ludzie na widowni. Pragnęli, aby tak zachowywała się ich bohaterka”. Śpiewana przez Tonię piosenka „Zgadnij, kotku, co mam w środku” została napisana przez Jacka Janczarskiego, a melodię do niej opracował Jerzy Satanowski.
Janusz Gajos, odtwórca roli „Kąpielowego”, nie był początkowo pozytywnie nastawiony do swej roli ze względu na bezwzględność jego bohatera. Dlatego starał się stworzyć portret psychologiczny swej postaci, aby uwiarygodnić własną kreację:

Myślałem: major ma jakąś żonę, pewnie dzieci. Na ulicy nikt nie wie, że zawodowo kopie kobiety w brzuch. Może ludzie mu się nawet kłaniają, kiedy w niedzielę idzie z żoną na spacer. Ma swoje przyzwyczajenia, pewnie jest pedantyczny – stąd się wzięły w filmie zatemperowane ołówki .

Zdjęcia do filmu, realizowane przede wszystkim w zakładzie karnym na ulicy Rakowieckiej w Warszawie, trwały dwa miesiące. Jak relacjonował Bugajski, po pierwszych dziesięciu dniach pracy udostępnił Wajdzie pierwszą projekcję zawierającą dwie sceny. Wajda uznał owe sceny za „dno totalne: oświetlenie, gra aktorska – wszystko”. Wajda postawił Bugajskiemu ultimatum, w którym nakazał reżyserowi poprawienie materiału w dwa tygodnie, zanim produkcja zostanie zerwana. Nadzór nad produkcją artystyczną przejęła Holland, która jednak nie ingerowała w metodę reżyserii przyjętą przez Bugajskiego. Ostatnie dokrętki zrobiono już po wprowadzeniu stanu wojennego w Polsce, 17 grudnia 1981.

### Kolaudacja i zatrzymanie filmu
W kwietniu 1982 odbyła się kolaudacja zmontowanego filmu, której przebieg był niezwykle burzliwy. Jakkolwiek historyczka Maria Turlejska starała się bronić Przesłuchania, traktując je jako świadectwo historyczne, dyskusja od początku była ukierunkowana na niedopuszczenie filmu do wyświetlania. I sekretarz organizacji partyjnej filmowców Mieczysław Waśkowski zadawał pytanie: „jak to się stało, że po wprowadzeniu stanu wojennego w naszym państwie ten film został skończony?”, po czym groził Bugajskiemu, że konieczne jest omówienie odpowiedzialności za powstanie Przesłuchania w „innym gronie”. Inny członek komisji kolaudacyjnej, Czesław Petelski, dezawuował wartość Przesłuchania jako dzieła artystycznego, sarkastycznie stwierdzając, że Bugajski jedynie „umie kleić taśmę”. Na kolaudację nie zaproszono opiekuna artystycznego filmu, przebywającego wówczas we Francji Andrzeja Wajdy, który w liście do ministra kultury i sztuki ds. kinematografii Stanisława Stefańskiego bronił Przesłuchania:

Kiedy kolega Waśkowski mówi o pieniądzach, za które film Bugajskiego został zrobiony, to powinien pamiętać, że nie są to z pewnością jego pieniądze (jak wiadomo, żaden jego film nie przyniósł zysku) – ale „moje” pieniądze, ponieważ właśnie moje filmy zarabiały w dużej części na potrzeby naszej kinematografii.

Przesłuchania nie dopuszczono do rozpowszechniania, jednak decydenci pozwolili Bugajskiemu wykonać kopię wzorcową filmu, co umożliwiło reżyserowi skopiowanie Przesłuchania na kasety wideo (system U-matic, potem VHS) i rozprowadzenie go w nielegalnym obiegu. Na wieść o tym zwolniono Bugajskiego dyscyplinarnie z pracy, w związku z czym musiał on wyemigrować do Kanady.

## Odbiór
Przesłuchanie zostało dopuszczone do wyświetlania na ekranach kin dopiero 13 grudnia 1989, zdobyło jednak w Polsce szereg nagród. Na Festiwalu Polskich Filmów Fabularnych film otrzymał Nagrodę Publiczności oraz Nagrodę Dziennikarzy, a w 1990 – w kolejnej edycji – został nagrodzony czterema statuetkami: Nagrodą Specjalną Jury, nagrodą za pierwszoplanową rolę męską (Janusz Gajos), pierwszoplanową rolę kobiecą (Krystyna Janda) i drugoplanową rolę kobiecą (Anna Romantowska). Czasopismo „Film” nagrodziło go Złotą Kaczką. Również w 1990 film został zaprezentowany w konkursie głównym na 43. MFF w Cannes, gdzie Krystyna Janda za swą kreację otrzymała nagrodę dla najlepszej aktorki . Film nie miał jednak powodzenia wśród zagranicznych krytyków. Janet Maslin w „The New York Timesie” twierdziła, że „możliwości metafory politycznej tego filmu z 1982 roku są bardzo ograniczone, a dodatkowo umniejsza je ukryty sadyzm i przesadna szpetota” . Maslin nie była też zadowolona z wątku miłosnego, stwierdzając, że Przesłuchanie zawiera „przynajmniej o trzy melodramatyczne zakończenia więcej niż tego potrzebuje” . Sheila Benson z gazety „Los Angeles Times” nazwała występ Jandy „wyczerpującym, gwiazdorskim zwrotem akcji” . Bardziej konstruktywna była wypowiedź Dessona Howe’a z „Washington Post”, w której krytyk chwalił kreacje aktorskie:

To rewelacyjna kreacja Jandy, coraz bardziej porywające tour de force. Podobny efekt osiągają pozostali aktorzy, w tym Agnieszka Holland jako sympatyzująca z komunistami więźniarka. Gajos jako Major jest zbiorem autorytarnych, typowo mundurowych gestów: drobiazgowe układanie ołówków, obrzydzenie, z jakim wyciera ręce po gwałtownym pociągnięciu Jandy za włosy, mieszanie słodkich tonów z okrucieństwem. Adam Ferency jako drugi śledczy przesłuchujący Jandę, który zaczyna jej współczuć, a potem się w niej zakochuje, jest niezapomniany w swej empatii .

Z perspektywy czasu Sheila Skaff, nazywając Przesłuchanie arcydziełem, zastanawiała się, dlaczego film przepadł poza Polską. Skaff argumentowała, że melodramatyczna tonacja filmu Bugajskiego była przecież charakterystyczna dla hollywoodzkich filmów o II wojnie światowej, „gdzie tak wielu bohaterów przetrwało samotnie, dzięki czystej sile woli i dobrym intencjom” . Skaff pytała, „czy tu właśnie, jak mówi polskie przysłowie, leżał pies pogrzebany? Czy może w 1990 roku, w pierwszych dniach demokratycznej Polski, kiedy film był wyświetlany w Stanach Zjednoczonych, nie było jeszcze miejsca na polski melodramat?”  Magazyn „Time Out” również bronił filmu, którego „oddziaływanie jest tak samo aktualne jak zawsze, a jego alegoryczne implikacje okazały się prorocze”, gdyż tematem dzieła Bugajskiego jest „wolność osiągnięta dzięki hartowi ducha i wytrwałości”. Krytycy pisma „Cinéaste” określili film Bugajskiego mianem „jednej z najbardziej przerażających, kiedykolwiek przełożonych na film wizji ery stalinowskiej”.
Krystyna Duniec i Joanna Krakowska w retrospektywnym artykule podkreślały rangę Przesłuchania, twierdząc iż dzieło Bugajskiego „dostarczyło zakazanej wcześniej wiedzy na temat działania stalinowskiego aparatu terroru, ujawniło metody śledcze, w naturalistyczny sposób pokazało przesłuchania i tortury, stając się w ten sposób świadectwem bez mała historycznym”. Zarazem, jak zauważały Duniec i Krakowska, „przypadkowość i niewinność ofiary zderzona z usankcjonowanym przez system sadyzmem oprawców zdeterminowały charakter i konstrukcję świata przedstawionego, w którym wszelkie zdarzenia i działania sprowadzają się do kolejnych aktów przemocy i oporu”.